# Vigintivirato
El vigintivirato era un conjunto de veinte puestos agrupados en colegios que servía de escalón previo al cursus honorum de los senadores en época imperial. Procede del vigintisexvirato republicano del que desaparecen los colegios de los quattuorviri in urbe purgandis y duoviri extra urbe purgandis. Por tanto, lo formaban los siguientes cuatro colegios:
- Triumviri capitales: conjunto de tres jueces competentes en los casos criminales que afectaban a ciudadanos y que podían ser condenados a muerte.
- Triumviri monetales o triumviri aere auro argento flando feriundo: grupo de tres personas encargado de velar por el proceso físico de acuñación de moneda. En época imperial, dado que la acuñación en oro —aureus— y en plata —denarius— eran competencia del emperador, solamente vigilaban la acuñación de monedas de bronce —ases y sus múltiplos y divisores— y de bronce dorado mediante la adición de zinc a la aleación —sestercio—, en cuyos reverso figuraban siempre la siglas S(enatus) C(onsultus).
- Quattuorviri viarum curandarum: colegio de cuatro encargados de velar por el estado de las calles de la ciudad de Roma a las órdenes del praefectus urbi.
- Decemviri stlitibus iudicandis: colegio de diez jueces competentes en la resolución de los casos en los que se dudaba de la ciudadanía romana de alguna persona.

Un joven senador ocupaba normalmente un puesto en uno de estos colegios durante un año y después se incorporaba a una legión como tribunus laticlavius, pero como solamente existían veinte plazas dentro del vigintivirato y de veintiocho a treinta tribunados legionarios, algunos jóvenes senadores empezaban su cursus honorum en el ejército y después desempeñaban uno de los cargos de estos colegios o, más raramente, no ocupaban ninguno.
El vigintivirato desapareció a lo largo de la segunda mitad del siglo III, cuando el cursus honorum senatorial tradicional empezó a desarticularse dentro de una tendencia a suprimir los poderes efectivos del Senado.